# Such Sweet Thunder
Such Sweet Thunder (dedicated to the Shakespearean Festival, Stratford, Ontario) – so der vollständige Titel – ist ein Jazz-Album von Duke Ellington, aufgenommen in fünf Aufnahmesitzungen vom 7. August 1956 bis zum 3. Mai 1957, veröffentlicht bei Columbia Records im Jahr 1987. Es enthält u. a die Shakespearean Suite.

## Das Album
Such Sweet Thunder (ursprünglich Shakespearean Suite genannt) gehört mit Black, Brown and Beige (mit Mahalia Jackson 1958), der Far East Suite (1966), der New Orleans Suite (1970) und der Afro-Eurasian Eclipse (1971) zu den bedeutenden Einspielungen von längeren Suiten des Bandleaders seit dem Comeback des Duke-Ellington-Orchesters von 1956.
Seit seiner Englandtournee 1933, wo er William Shakespeares Geburtshaus besuchte, beschäftigte sich Duke Ellington mit der Idee, eine längere Suite zu dem Werk des englischen Dichters zu schreiben. Sein umjubelter Auftritt auf dem Shakespearean Festival im kanadischen Stratford (Ontario) im Juli 1956 führte ihn zu ersten Ideen der Suite Such Sweet Thunder, während er sich gerade mit einem anderen Werk, der Suite A Drum Is a Woman, beschäftigte. Am 28. April 1957 wurde das fertige Werk bei einem Konzert in der New Yorker „Town Hall“ öffentlich aufgeführt. Der Titel der Suite basiert auf einer Textzeile aus Shakespeares Lustspiel Ein Sommernachtstraum (A Midsummer Night's Dream) in der ersten Szene des vierten Aktes: I never heard so musical a dischord, such sweet thunder.
Geplant wurde die Suite von Ellington und Billy Strayhorn als zwölfteiliges Werk in Form von Porträts von Shakespeare-Figuren, den tragischen, heroischen wie komischen Gestalten wie etwa Kleopatra VII. (der Ellington das Titelstück widmete), Julius Caesar, Hamlet (Madness in Geat Ones), Lady Macbeth, Heinrich V. (Sonnet to Hank Cinq) oder „Puck“ (Up and Down, Up and Down) aus dem Sommernachtstraum. Auch wenn Ellington behauptete, sich lange mit dem Werk des Dichters auseinandergesetzt zu haben, bezweifelt dies sein Biograph James Lincoln Collier; er hat eher den Eindruck, dass Ellingtons (und Strayhorns) Kenntnisse eher oberflächlich waren, viele Teile der Suite schon vorher existierten und Ellington und Strayhorn sie auf die bestmögliche Art dem Werk von Shakespeare und seinen Figuren zugeordnet haben.
Dennoch entstand ein Werk von beeindruckender Qualität. Besonders die – durch das Solo von Johnny Hodges beeindruckende – Ballade „Star-Crossed Lovers“, das Stück über Romeo und Julia, entwickelte sich zu einem Jazzstandard. John Edward Haase kommentiert die Suite in seiner Studie über das Werk Ellingtons: Wie Shakespeare schrieb Ellington nur für seine Truppe.
Für die spezielle „Centennial Edition“, die zu Ellingtons hundertstem Geburtstag 1999 herausgegeben wurde, wurde die CD von der rund 35-minütigen Original-LP mit zusätzlichem Material, das bei den 5 Aufnahmesitzungen entstanden war, auf die doppelte Länge ausgedehnt. Ursprünglich wurden sowohl Mono- als auch Stereo-Versionen der einzelnen Teile der Suite aufgenommen.

## Wirkungsgeschichte
Richard Cook und Brian Morton zeichnen in ihrem Penguin Guide to Jazz on CD das Album mit der Höchstnote von vier Sternen aus.

## Die Titel

### Titel des Albums
1. „Such Sweet Thunder“ (Ellington, Strayhorn) – 3:22
2. „Sonnet for Caesar“ (Ellington, Strayhorn) – 3:00
3. „Sonnet to Hank Cinq“ (Ellington, Strayhorn) – 1:24
4. „Lady Mac“ (Ellington, Strayhorn) – 3:41
5. „Sonnet in Search of a Moor“ (Ellington, Strayhorn) – 2:22
6. „The Telecasters“ (Ellington, Strayhorn) – 3:05
7. „Up and Down, Up and Down (I Will Lead Them Up and Down)“ (Ellington, Strayhorn) – 3:09
8. „Sonnet for Sister Kate“ (Ellington, Strayhorn) – 2:24
9. „The Star-Crossed Lovers“ (Ellington, Strayhorn) – 4:00
10. „Madness in Great Ones“ (Ellington, Strayhorn) – 3:26
11. „Half the Fun“ (auch: „Lately“) (Ellington, Strayhorn) – 4:19
12. „Circle of Fourths“ (Ellington, Strayhorn) – 1:45

### Zusätzliche Titel der CD-Ausgabe von 1999
- „The Star-Crossed Lovers“ (auch: „Pretty Girl“) (Ellington, Strayhorn) – 4:15
- „Circle of Fourths“ (Ellington, Strayhorn) – 1:47
- „Suburban Beauty“ (Ellington) – 2:56
- „A-Flat Minor“ (Ellington) – 2:33
- „Café au Lait“ (Ellington, Strayhorn) – 2:49
- „Half the Fun“ (Alternate take) (Ellington, Strayhorn) – 4:08
- „Suburban Beauty“ (Alternate take) (Ellington) – 2:56
- „A-Flat Minor“ (Outtake) (Ellington) – 3:49
- „Café au Lait“ (auch „Star-Crossed Lovers“) (Outtake) (Ellington, Strayhorn) – 6:21
- „Pretty Girl“ (Ellington, Strayhorn) – 8:54